# Georges Pasquier
Georges Pasquier (Saulces-Monclin, 7 oktober 1877 – Rethel, 6 april 1965) was een Frans wielrenner.

## Levensloop en carrière
Pasquier kende in 1903 zijn beste jaar. Hij werd derde in Bordeaux-Parijs en zevende in Parijs-Roubaix. In de Ronde van Frankrijk 1903 eindigde hij op een achtste plaats.

## Resultaten in voornaamste wedstrijden
| Jaar | Ronde van Italië | Ronde van Frankrijk | Ronde van Spanje |
| ---- | ---------------- | ------------------- | ---------------- |
| 1903 |                  | 8e                  |                  |
| 1905 |                  | opgave              |                  |